# Edgar Arro
Pour les articles homonymes, voir Arro.
Edgar Arro, né le 24 mars 1911 à Tallinn et mort le 24 décembre 1978 dans cette même ville, est un compositeur estonien.

## Biographie
Edgar Arro est diplômé du Conservatoire de Tallinn en orgue et en composition en 1935.
Pendant la Seconde Guerre mondiale, il est mobilisé dans la zone arrière de l'Union soviétique. Il assume le travail des ensembles artistiques d'État de la République socialiste soviétique d'Estonie.
À partir de 1944, il est membre de l'Union des compositeurs estoniens. Puis il enseigne à l'école de musique de Tallinn de 1944 à 1952, ainsi que la théorie musicale au Conservatoire d'État de Tallinn de 1944 à 1978.